# Herb gminy Mszana Dolna

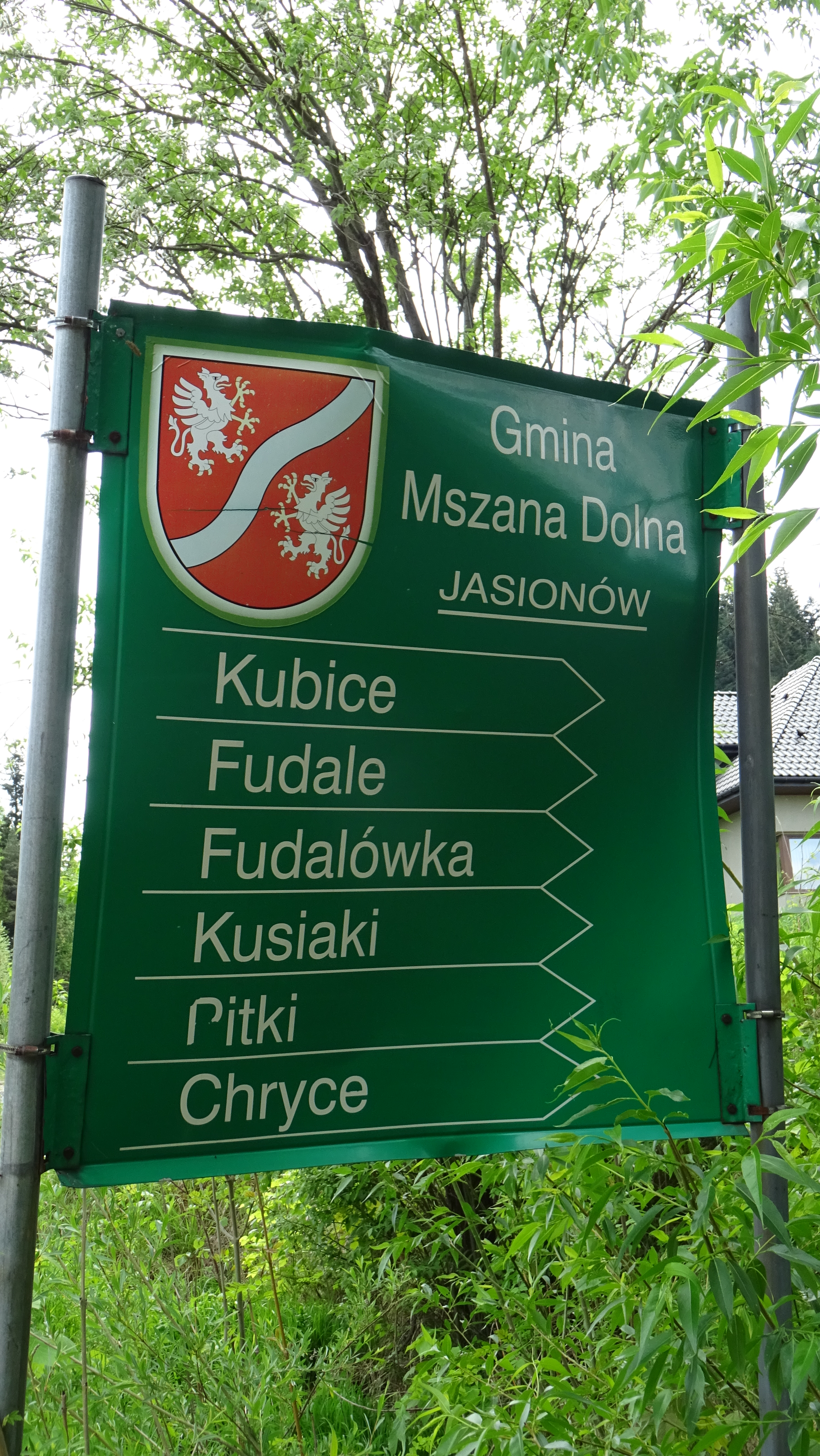
Herb gminy na znaku wjazdowym do Jasionowa (Olszówka)

Herb gminy Mszana Dolna – jeden z symboli gminy Mszana Dolna, ustanowiony 28 lutego 2000.

## Wygląd i symbolika
Herb przedstawia na tarczy koloru czerwonego dzielonej z lewa w skos błękitną linią falistą, symbolizującą rzeki gminy, a po jej obu stronach zwrócone do siebie dwa srebrne wspięte gryfy ze złotymi szponami, pazurami, dziobami i językami (godło z herbu Gryf, którym posługiwali się rycerze posiadający tereny gminy). 